# مكتبة القطيف العامة
المكتبة العامة بالقطيف أو مكتبة القطيف العامة هي مكتبة حكومية عامة تقع في محافظة القطيف بالمنطقة الشرقية من المملكة العربية السعودية، وتتبع إدارياً وكالة الشؤون الثقافية بوزارة الثقافة والإعلام. بدأ إنشاء المكتبة العامة بالقطيف عام 1982م وافتُتِحَت عام 1988م، وتضم منذ ذلك الحين أكثر من 30 ألف وعاءً معلوماتيّاً.

## الموقع
تقع المكتبة غرب دوّار الكورنيش على امتداد شارع الرياض، على شارع الخليل بن أحمد، خلف معرض شركة زين للاتصالات.

## التأسيس
أُصدر في عام 1988م مرسوماً بتأسيس مكتبة عامة بالقطيف تحت إشراف إدارة التعليم بالمنطقة الشرقية لتكون بذلك من ضمن 5 مكتبات عامة بالمنطقة الشرقية و83 مكتبة عامة في مختلف مناطق المملكة.

## الزيارة

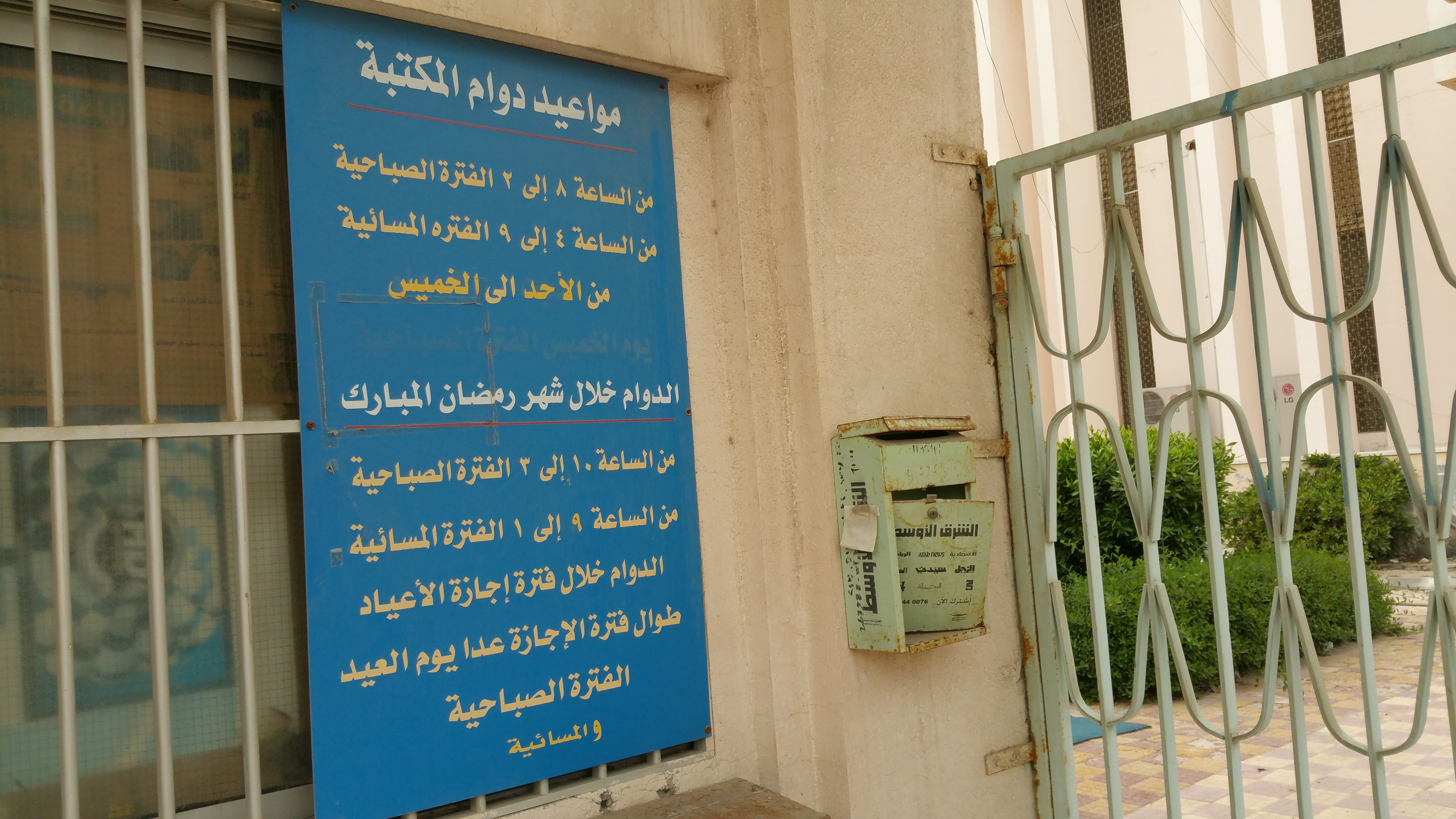
صورة للوحة مواعيد زيارة المكتبة معروضة على بوابة مكتبة القطيف العامة.

يبلغ متوسط الزوار في أوقات الإجازات 15 زائراً يومياً، وفي أوقات الزيارات الخاصة قد يصل العدد إلى 80 زائراً يومياً، يتراوح زوار المكتبة من الطبقات المختلفة من الطلاب والباحثون والمثقفون وبعض الأكاديميين. وتقوم إدارة المكتبة بزيارات منظمة على مدار العام لجميع مدارس المحافظة من أجل تشجيع الطلاب على زيارة المكتبة.

## المبنى
تتألف المكتبة من مبنىً رئيس ذي طابقين وحديقة صغيرة محاطة بسور، وتقع المكتبة على مساحة 5,000 متراً مربعّاً تقريباً ويوجد بها مدخلاً رئيساً من الجهة الجنوبية وآخر من الجهة الغربية.

### الدور الأرضي
1. الاستقبال: حيث يسجل زوار المكتبة أسماءهم في سجل خاص، ويُعرض فيها الكتب والمطبوعات الجديدة على حامل،
2. معرض التراث الدائم: ويحتوي على ركن تجسيدي للمعلم أو الكتاتيب في القطيف قديماً، وركن آخر تجسيدي للحِرَف بواحة القطيف قديماً. أشرف على المعرض قسم التراث بالمكتبة وصممه الفنان عبد الرسول الغريافي بالتعاون مع مؤسسة الحليلي التجارية.[1]
3. مكتبة الطفل: وتضم قرابة الـ650 كتاباً منها القصص الهادفة التي تناسب ميول الأطفال وتتنوع بين قصص الحيوانات والقصص الإنسانية العربية والمترجمة.[1] كما يوجد قاعة ركن الرسم، ويتواجد بها قاعة مخصصة للمواد السمعية والبصرية مزودة بمكاتب ملونة وجذابة للأطفال.[1]
4. قاعة المحاضرات والفعاليات: وتقام فيها الندوات والمحاضرات والدورات المختلفة وتتسع لأكثر من مائتي شخص.
5. قسم الشبكة العنكبوتية: ويحتوي على 3 حاسبات آلية، بالإضافة إلى طابعة ومزود خدمة الشبكة العنكبوتية DSL.
6. قسم الجرائد اليومية: ويضم ثلاثة عشر جريدة يومية.
7. قسم التصوير.
8. ركن الكتب الحديثة.
9. وحدة الأنشطة الثقافية والإعلامية: ويعمل على تفعيل الأنشطة القائمة عليه المكتبة على مدار العام ومنه فعاليات اليوم الوطني وتنظيم الدورات التدريبية في الفهرسة والتصنيف وغيرها، وتنظيم المسابقات الثقافية والمحاضرات والندوات.
10. قسم الإعارة الخارجية.
11. مكاتب الموظفين: ويحتوي على قسم الإجراءات الفنية ويتعلق بالفهرسة والتصنيف وإدخال بيانات الكتب الواردة إلى المكتبة في الحاسب الآلي، ويختص القسم أيضاً بالتكعيب وهو وضع رقم خاص لكل كتاب في الكعب حسب التصنيف الديوي العشري إلى عشرة فروع. صالة العرض.[1]

### الدور العلوي
1. مركز معلومات القطيف: وهو ركن خاص لعرض السير الذاتية لكاتبي ومؤلفي القطيف وإنجازاتهم. ويحتوي على مؤلفات أكثر من 160 كاتباً، كما يجمع الركن جميع مؤلفات كُتّاب أهل القطيف القديمة والحديثة. بلغت تكلفته أكثر من 13,000 ريالاً.
2. ركن المكتبة الرئيس: ويحتوي على أكثر من 13,500 كتاباً ويضم معظم التصنيفات الأساسية كقسم تفسير القرآن الكريم والحديث وغيرها وكتب اللغة والأدب والتاريخ والاقتصاد والسياسة والفلسفة والمنطق وغيرها مقسمة على أكثر من 9,000 عنوان من الكتب.[1]
3. ركن الكتب الأجنبية: وتشمل أيضا علم الرياضيات والفيزياء وبعض الموسوعات الأجنبية.
4. ركن الدوريات: ويحتوي على أكثر من 35 دورية في مجالات الفكر والثقافة والتغذية والصحة والرياضة وغيرها إضافةً إلى جميع الصحف السعودية.
5. مكاتب متعددة للقراءة مع إمكانية استخدام الكمبيوترات الشخصية.
6. قسم الكتب محدودة الإطلاع: ويمكن الرجوع لها بعد التنسيق مع أمين المكتبة.
7. قسم إرشاد المستفيدين.
8. ركن لذوي الاحتياجات الخاصة.
9. قسم الإجراءات الفنية.
10. ركن البحث في البيانات الببليوجرافية.
11. قسم المراجع: ويستفيد منه في الأغلب الباحثون والدارسون لما يحتويه على العديد من المراجع الأساسية في مختلف التخصصات.

## الأنظمة والخدمات
تقدم المكتبة العديد من الخدمات لمرتاديها، منها:
1. الإعارة الخارجية: وهي متاحة لجميع أفراد المجتمع، يُشترط فيها الحصول على بطاقة خاصة بالخدمة. تستلزم بطاقة العضوية دفع مبلغ 10 ريالات سنوياً للتلاميذ و20 ريال سنويّاً لبقية شرائح المجتمع. يحق للتلميذ أن يستعير 3 كتب لمدة 14 يوماً، وللمعلم 5 كتب لمدة 21 يوماً، وأما بقية الشرائح فيحق لهم 3 كتب لمدة 10 أيام فقط.[1] يدفع المستعير ريالاً واحداً عن كل يوم لكل كتاب على ألا يتجاوز مجموع غرامات التأخير للكتاب الواحد غرامة فقده أو إتلافه وذلك عند تأخر إعادة الكتاب المعار عن اليوم المحدد لإعادته. ويُحرم المستفيد من خدمة الإعارة عند عدم إعادته للكتاب، أو عدم دفع ما يترتب على فقده، أو تلفه أو سوء استعماله للكتاب المستعار، أو حدوث تصرفات سيئة منه حيال محتويات المكتبة العامة. وتتضمن شروط إصدار بطاقة الاستعارة تعبئة النموذج المخصص وتصديقه من قبل جهة العمل، وتقديم صورة ملونة حديثة مقاس 2:3، وصورة من بطاقة الأحوال الشخصية أو دفتر العائلة أو الإقامة. وهناك نموذج خاص للموظفات، أما بخصوص غير الموظفات فبإمكانهن استخدام بطاقات ذويهن.[1]
2. الخدمة المرجعية: حيث توفر المكتبة إمكانية الاستفسار عن المعلومات عبر الاتصال الهاتفي أو بريد المكتبة الإلكتروني.
3. خدمة التصوير: بحيث يتم تصوير ما يطلبه الباحث أو الرائد.
4. خدمة الإحاطة الجارية: وهي إعلام المجتمع بجديد المكتبة من الكتب والاوعية المختلفة.
5. خدمة قواعد المعلومات: حيث أن جميع الكتب مفهرسة فهرسة إلكترونية حسب تصنيف ديوي مع وجود خاصية البحث لتسهيل عملية الوصول للكتب من خلال سؤال الموظف المسؤول.[1]
6. تقدم المكتبة التثقيف ونشر الوعي طوال العام بعمل ورش وندوات ومحاضرات ومعارض ومشاركة في الأيام العالمية والثقافية على مستوى المنطقة.
7. استقبال الزيارات من المدارس والروضات وغيرها.

## الموظفون
- مدير المكتبة: محمد صالح القطان.
- محمد حسن آل ربح.
- علي عبد المجيد المسكين.
- حسن علي المبشر.
- مؤيد عبدالله الزاير.
- حسين تقي الشرفا.
- علي أحمد آل أمان.
- محمد صالح آل خزام.
- عقيل نصر آل حمود.
- مصطفى أحمد آل يتيم.
- حسين حسن آل محمود.
- نسيم عيسى الأصيل.
- عباس آل عبدالعزيز.
- عبدالعزيز سلمان المطوع.
- وسام أحمد آل أوحيد.
- علي محمد العوى.
- ماجد عبدالله آل خليف.
- كامل محفوظ الشرفا.
- عبدالعظيم علي الصفار.
- زهير عبدالباقي البدن.
- ضياء جعفر القصاب.
- محمد سلمان النطار.
- سعيد عيسى الشرقي.
- الحارس: سعد عبد الباقي أبوالسعود.

- متحف القطيف الحضاري.
- قلعة القطيف.

## وصلات خارجية
- مقطع فيديو عن مكتبة القطيف العامة على موقع يوتيوب.
- مقطع فيديو عن مكتبة القطيف العامة على موقع يوتيوب.
- مقطع فيديو عن مكتبة القطيف العامة على موقع يوتيوب.
- تقرير قناة الوثائقية عن مكتبة القطيف العامة على موقع يوتيوب.